# Modelo ADDIE
El modelo ADDIE es una propuesta instruccional que lista procesos genéricos los cuales son utilizados por diseñadores instruccionales y desarrolladores. Este modelo puede ser adaptado a cualquier tipo de contexto, audiencia y modelo de formación. Representa una guía descriptiva para la construcción de herramientas de formación y apoyo. ADDIE es un acrónimo que está compuesto por las 5 iniciales en inglés de las fases del modelo, siendo estas:
- Análisis / Analysis
- Diseño / Design
- Desarrollo / Development
- Implementación / Implementation
- Evaluación / Evaluation

Estas fases no tienen que ser necesariamente secuenciales, es decir, se puede alterar el orden, siempre y cuando la fase del análisis sea la inicial. A pesar de que no es lineal, todos los modelos están basados en ADDIE, ya que es el marco de trabajo general. Para diseñar el proceso de buena manera, se debe seguir lo siguiente:
- El proyecto debe tener medios, tiempos y contenido.
- Equipo de diseño, preferencias y habilidades de trabajo.
- Organización o grupos que se vayan a dedicar a diseñarlo e implementarlo.

ADDIE es el marco de un Sistema de Diseño Instruccional (ISD). La mayoría de los modelos actuales de la ISD son variaciones del proceso ADDIE. Otros modelos incluyen el Dick y Carey y modelos ISD Kemp. El prototipado rápido es una alternativa de uso común de este enfoque; prototipado rápido es la idea de la revisión de retroalimentación continua o formativa, mientras se lleva a cabo la creación de materiales de instrucción. Este modelo se esfuerza para ahorrar tiempo y dinero por la captura de los problemas cuando todavía son fáciles de solucionar. Una expresión más reciente de prototipado rápido es SAM, por sus siglas en inglés (successive approximation model).
Las teorías de instrucción también juegan un papel importante en el diseño de materiales de instrucción. Teorías como el conductismo , el constructivismo , el aprendizaje social , y el cognitivismo ayudan a dar forma y definir el resultado de los materiales de instrucción.

## Historia
La Universidad Estatal de Florida desarrolló inicialmente el marco ADDIE para explicar " ... los procesos que intervienen en la formulación de un programa de desarrollo instruccional (ISD)  para el entrenamiento militar entre servicios que formará a los individuos de manera adecuada para hacer un trabajo en particular y que también pueden ser aplicados a cualquier actividad de desarrollo curricular."
El modelo originalmente contenía varios pasos bajo sus cinco fases originales ( analizar, diseñar , desarrollar, implementar y evaluar). La idea era completar cada fase antes de pasar a la siguiente. Con los años, los practicantes revisaron los pasos , y finalmente se convirtió en un modelo más dinámico e interactivo que la versión original. A mediados de la década de 1980, apareció la versión familiar de hoy en día.

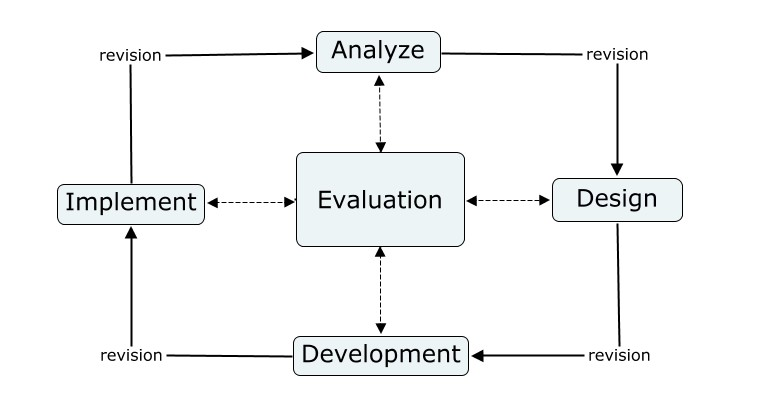
Modelo ADDIE

## Fases del ADDIE

### Fase de análisis
La fase de análisis aclara los problemas instruccionales y objetivos, e identifica el entorno de aprendizaje, los conocimientos y habilidades existentes de los estudiantes. El resultado de este análisis puede ser la descripción de un problema y la solución propuesta, junto con la descripción de las posibles restricciones de los recursos. Así mismo, se evalúan las necesidades para identificar y aclarar el problema. Esto se hace para comprender mejor la situación y tener mejores soluciones a esta. Esta evaluación se puede hacer por medio de la recopliación de datos existentes, entrevistas a individuos u observación directa. Esta se debe realizar de forma sencilla y debe variar a partir del estrato social tratado. Toda la información recopilada va a ser esencial para poder interpretar la intervención de manera efectiva. El análisis es necesario para que algunos procesos sean descompuestos en partes más pequeñas, para así, comprender cada detalle de la instrucción a realizar. 
Las preguntas para la fase de análisis incluyen:
- ¿Quiénes son los estudiantes y cuáles son sus características?
- ¿Cuál es el nuevo comportamiento deseado ?
- ¿Qué tipo de restricciones de aprendizaje existen?
- ¿Cuáles son las opciones de entrega ?
- ¿Cuáles son las consideraciones pedagógicas ?
- ¿Cuáles consideraciones de teorías de aprendizaje que los adultos aplican?
- ¿Cuál es la fecha límite para la conclusión del proyecto?

### Fase de diseño.
La fase de diseño trata sobre los objetivos de aprendizaje, instrumentos de valoración, ejercicios, contenido, materia de análisis, planificación de las lecciones, y selección de los medios de comunicación. La fase de diseño debe ser sistemática y concreta. Sistemático significa un método lógico y ordenado de identificación, desarrollo y evaluación de un conjunto de estrategias planificadas dirigidas a la consecución de los objetivos del proyecto . Específico significa que cada elemento del plan de diseño de instrucción deben ser ejecutados con atención a los detalles. Para hacer esto de manera correcta, se recomienda utilizar la teoría de la elaboración propuesta por Reigeluth. Para el diseño de los contenidos en sí, se sugiere considerar las teorías de Johann Herbart planteadas en 1832, siendo estas:
1. Visión general: Presentar material nuevo
2. Asimilación: Comparar material nuevo con el conocido
3. Sistematización: Juntar el material nuevo con el material viejo.
4. Aplicación: Aplicar a una situación o ejemplo.

### Fase de desarrollo
En la fase de desarrollo, los diseñadores instruccionales y los desarrolladores crean y reúnen ventajas de contenido para una guía en la fase de diseño. En esta fase, los diseñadores crean presentaciones y gráficos. Si el aprendizaje en línea está implicado, los programadores desarrollan o integran tecnologías. Los probadores hacen pruebas de depuración de los materiales. El proyecto es revisado según la retroalimentación.

### Fase de implementación
La fase de implementación desarrolla procedimientos para los facilitadores y estudiantes. Los facilitadores cubren el currículum del curso, resultados de aprendizaje, método de entrega, y procedimientos de prueba. La preparación para estudiantes incluye entrenarlos en las nuevas herramientas (software o hardware) e inscripción estudiantil. La implementación incluye evaluación del diseño.

### Fase de evaluación
La fase de evaluación consta de dos aspectos: formativo y sumativo. La evaluación formativa está presente en cada etapa del proceso ADDIE, mientras que la evaluación sumativa está conducida en la finalización de los programas de instrucción o productos. 
Existen 4 niveles de evaluación en el ADDIE; En los que se evalúa el curso, el conocimiento de los alumnos, evaluación del proceso de recepción del contenido que se está enseñando, y finalmente, se evalúa si es un posible producto comercial. 

### Otras versiones
Algunas instituciones han modificado el modelo ADDIE para sus necesidades. Una versión es la versión de la marina de Estados Unidos. Esta es llamada PADDIE+M.  La fase P es la fase de planificación.  En esta fase, las metas, objetivos, presupuesto, y los programas del proyecto son desarrollados.  La fase M es la fase de Mantenimiento .  Esta fase implica el mantenimiento de ciclo de la vida del producto de formación que utiliza métodos de mejora continua.  Este modelo está obteniendo aceptación en el gobierno de Estados Unidos como modelo más completo de ADDIE.  Algunas organizaciones han adoptado el modelo PADDIE modelo sin la fase M.